# Rédl család
A báró rasztinai és rottenhauseni Rédl család vagy (Redl család), amelynek alapítója Rédl Ferenc József 1752-ben több mint 150 magyar és szlovák római katolikus családot telepített be Őrszállás községébe.

## A család története
A Rédl család alapítója Rédl Ferenc József a Magyar Kamara szegedi körzetének prefektusa (1749), és bácskai adminisztrátor volt (1749. március 8-tól 1763. november 25-én Győrben bekövetkezett haláláig). Bácskai kinevezése előtt egy ideig a szerémségi adminisztrátori hivatalt is betöltötte. (Mai értelemben közjegyző volt.) Redl, 1750 júliusában tette át hivatala székhelyét Zomborba. 1759. május 17-én rottenhauseni előnévvel osztrák, 1765. április 15-én pedig magyar nemességet nyert Mária Teréziától a család. Fia, ifjabb Rédl Ferenc, udvari tanácsos és az Erdélyi Udvari Kancellária előadója, 1780. december 9-én királyi adományként kapta a (Zombor melletti) rasztinai birtokot, ahonnan a család előneve is ered, amely 1822. július 5-én nyert megerősítést. Fiai Rédl Imre Ferenc és Rédl Lajos Ferdinánd 1808. március 11-én kapták a bárói rangot. Rédl Imre és 1833-ban feleségül vette gróf temerini Szécsen Malvinát, akitől három gyermeke született (Malvina, Claudina és Béla). Béla, a főrendi ház örökös tagja, aki a tompai Redl-kastély építtetője volt nőtlenül, utód nélkül halt meg. Nővére Claudina, aki a helybéliek csak az öreg báróné néven emlegettek 1863-ban hozzáment nyéki Nyéky Gyulához, akitől 1869-ben lánya született nyéki Nyéky Claudia, aki báró Podmaniczky Endre felesége lett. E házasságból két gyermek született Malvina Claudia Emma (*1894), férje Liptószentiváni Szentiványi Egon és 'Attila Béla Endre (*1897), aki 1918-ban vette el Lovasi Lovászy Klárát A házasságból 1920-ban született Frigyes Endre Attila Ferenc nevű fia. Még ugyanebben az évben elvált a feleségétől. 1923-ban újraházasodott Siffer Piroskával. Ebből a házasságából 1924-ben született Gabriella Erzsébet Jozefa Mária nevű lánya. 1956-ban harmadszor is megnősült, Varga Rozáliát vette feleségül. Attila első házasságából született Frigyes nevű fia kétszer nősült (1946, 1953). Az első házasságából három, a másodikból egy gyermeke született.
Attila a háború előtt országgyűlési képviselőként indult, de nem sok sikerrel.